# Availles-Limouzine
 Availles-Limouzine  es una población y comuna francesa, situada en la región de Poitou-Charentes, departamento de Vienne, en el distrito de Montmorillon y cantón de Availles-Limouzine.

## Demografía
| 1524 | 1515 | 1397 | 1441 | 1324 | 1309 |
| Para los censos de 1962 a 1999 la población legal corresponde a la población sin duplicidades (Fuente: INSEE [Consultar]) |      |      |      |      |      |